# Gesellschaft für Arzneimittelanwendungsforschung und Arzneimittelepidemiologie
Die Gesellschaft für Arzneimittelanwendungsforschung und Arzneimittelepidemiologie (GAA) ist eine Fachgesellschaft für Ärzte, Apotheker, Sozialwissenschaftler, Epidemiologen und Gesundheitswissenschaftler, die sich mit Fragen der Arzneimittelanwendungsforschung und der Arzneimittelepidemiologie beschäftigen. Die GAA ist Mitglied in der Arbeitsgemeinschaft der Wissenschaftlichen Medizinischen Fachgesellschaften (AWMF).
Der Verein wurde 1992 gegründet und unterstützt die wissenschaftliche Forschung über die Anwendung und den Gebrauch von Arzneimitteln. 

## Ziele
Die Gesellschaft versteht sich in erster Linie als ein Forum für den wissenschaftlichen Austausch insbesondere zu den folgenden – public health relevanten – Fragestellungen:
- Vergleichende Untersuchungen zu Umfang und Art des Arzneimittelgebrauchs nach Regionen, im Zeitablauf und nach Bevölkerungsgruppen
- Determinanten der Arzneimittelverordnung und -anwendung
- Die Rolle des Verbrauchers, Selbstmedikation und Arzneimittelwünsche der Patienten
- Untersuchungen zu Nutzen und Risiken der Arzneimittelanwendung
- Methoden zur Erfassung unerwünschter Arzneimittelwirkungen (Nebenwirkungen)
- Qualität der Verordnungsweise
- Strategien zur Verbesserung der Arzneimittelanwendung (z. B. medizinische Leitlinien, Qualitätszirkel)
- Einflüsse gesundheitspolitischer Maßnahmen auf Art und Umfang des Arzneimittelgebrauchs
- Gesundheitsökonomische Aspekte
- Methodische Fragen der Arzneimittelverbrauchsforschung

## Aktivitäten

### Tagungen
Der Verein fördert durch die Möglichkeit der Präsentation von Untersuchungsergebnissen auf der jährlichen Tagung den wissenschaftlichen Nachwuchs und tritt für eine Verbreitung der Forschungsergebnisse ein. 

### Leitlinien zur Behandlung
Die Gesellschaft entwickelt zu Themen ihres Fachgebiets medizinische Leitlinien, die im Rahmen des AWMF-Leitlinienprogramms veröffentlicht werden.

## Kooperationen
Die Gesellschaft kooperiert mit anderen Fachgesellschaften sowie Krankenkassen, Berufsverbänden und anderen Organisationen des Gesundheitswesens.
Der Verein ist auch Mitglied in der Deutschen Gesellschaft für Public Health; sie ist im Organisationskomitee der Deutschen Kongresse für Versorgungsforschung vertreten.
Der Verein vertritt Deutschland in der European Drug Utilization Research Group (EURO-DURG) und veranstaltet wissenschaftliche Tagungen auch in Kooperation mit anderen wissenschaftlichen Einrichtungen und Gesellschaften, die auf dem Gebiet der Pharmakoepidemiologie tätig sind. 

## Geschichte
Gründungsmitglieder waren Liselotte von Ferber, Eberhard Greiser, H.-U. Melchert, Karl H. Kimbel, Ferdinand M. Gerlach, W. Kruse, S. H. Schug, Joerg Hasford, Annemarie Hoffmann, W. Poser, J. Krappweis und T. Elliger.